# Roger Machado Marques
Roger Machado Marques (* 25. April 1975 in Porto Alegre) ist ein ehemaliger brasilianischer Fußballspieler und aktiver Trainer.

## Karriere

### Grêmio Porto Alegre (1994 bis 2003)
Roger begann seine Karriere 1991 in der Jugend von Grêmio FBPA, wo er zunächst bis 1993 dem Jugendbereich angehörte. Von 1994 bis 2003 war er in der Profimannschaft tätig. In den 188 Ligaspielen, die er in den neun Jahren absolvierte, erzielte er vier Tore. 1994 gewann er mit dem Klub den nationalen Pokal.

### Vissel Kōbe (2004 bis 2005)
Die nächsten zwei Jahre verbrachte er beim japanischen Verein Vissel Kōbe, für den er im ersten Jahr an 28 Ligaspielen teilnahm und drei Tore erzielte. Zudem qualifizierte sich der Verein für den Kaiserpokal, in dem Roger an einem Spiel teilnahm. Außerdem nahm er mit dem Verein am J. League Cup und absolvierte sechs Pokalspiele. Insgesamt absolvierte er 35 Spiele (vier Tore). 2005 nahm er an 18 Ligaspielen teil und schoss ein Tor. Im J. League Cup spielte er fünfmal. Roger bestritt im Jahr 2005 23 Spiele und erzielte dabei einen Treffer. In den zwei Spielzeiten beim japanischen Klub absolvierte er 58 Spiele, in denen er fünf Tore erzielte.

### Fluminense FC (2006 bis 2008)
Seine letzten drei Spielzeiten von 2006 bis 2009 verbrachte Roger beim Fluminense FC. Nach den drei Jahren hatte Roger in 78 Spielen und drei Tore erzielt. 
In den 14 Jahren seiner aktiven Karriere absolvierte er 307 Ligaspiele und schoss elf Tore. Außerdem nahm er im Jahr 2001 an einem Spiel der brasilianischen Fußballnationalmannschaft teil.

### Trainerkarriere
Seit 2012 ist er als Fußballtrainer aktiv und war von 2012 bis 2013 Co-Trainer bei seinem alten Klub Grêmio Porto Alegre. Im Jahr 2014 trainierte er für eine kurze Zeit den EC Juventude.
2022 übernahm Machado erneut Grêmio, wurde aber am 1. September des Jahres, nach dem 27. Spieltag in der Série B 2022 wieder entlassen, obwohl der Klub mit dem vierten Platz noch immer auf einem Aufstiegsplatz stand.

## Erfolge als Spieler
Grêmio
- Copa do Brasil: 1994, 1997, 2001
- Staatsmeisterschaft von Rio Grande do Sul: 1995, 1996, 1999, 2001
- Copa Libertadores: 1995
- Recopa Sudamericana: 1996
- Campeonato Brasileiro de Futebol: 1996
- Copa Sul: 1999

Fluminense
- Copa do Brasil: 2007

## Erfolge als Trainer
Atlético Mineiro
- Staatsmeisterschaft von Minas Gerais: 2017

Bahia
- Staatsmeisterschaft von Bahia: 2019, 2020

Grêmio FBPA
- Staatsmeisterschaft von Rio Grande do Sul: 2022